# Бондарчук Наталія Іллівна
Ната́лія Іллі́вна Бондарчу́к (* 27 березня 1958, Київ — 14 квітня 2015) — українська поетеса.

## З життєпису
Народилася 27 березня 1958 р. в м. Києві.
Закінчила факультет журналістики Українського поліграфічного інституту ім. І. Федорова. Працювала спецкором відділу внутрішньої інформації Національної радіокомпанії України.
Автор збірки поезій «Поклала юність на олтар», багатьох публікацій в колективних збірниках, періодиці.